# Thaiogonus robustus
Thaiogonus robustus är en mångfotingart som beskrevs av Demange 1986. Thaiogonus robustus ingår i släktet Thaiogonus och familjen Harpagophoridae. Inga underarter finns listade i Catalogue of Life.